# 土佐白浜駅
土佐白浜駅（とさしらはまえき）は、高知県幡多郡黒潮町白浜にある、土佐くろしお鉄道（TKT）中村線の駅である。駅番号はTK32。

## 歴史
- 1970年（昭和45年）10月1日：国鉄中村線土佐佐賀駅 - 中村駅間延伸時に開設[2]。無人駅[3]。
- 1987年（昭和62年）4月1日：国鉄分割民営化に伴い、JR四国の駅となる[4]。
- 1988年（昭和63年）4月1日：中村線が第三セクター土佐くろしお鉄道へ転換、同社の駅となる[4]。

## 駅構造
単式ホーム1面1線を有する地上駅。無人駅である。

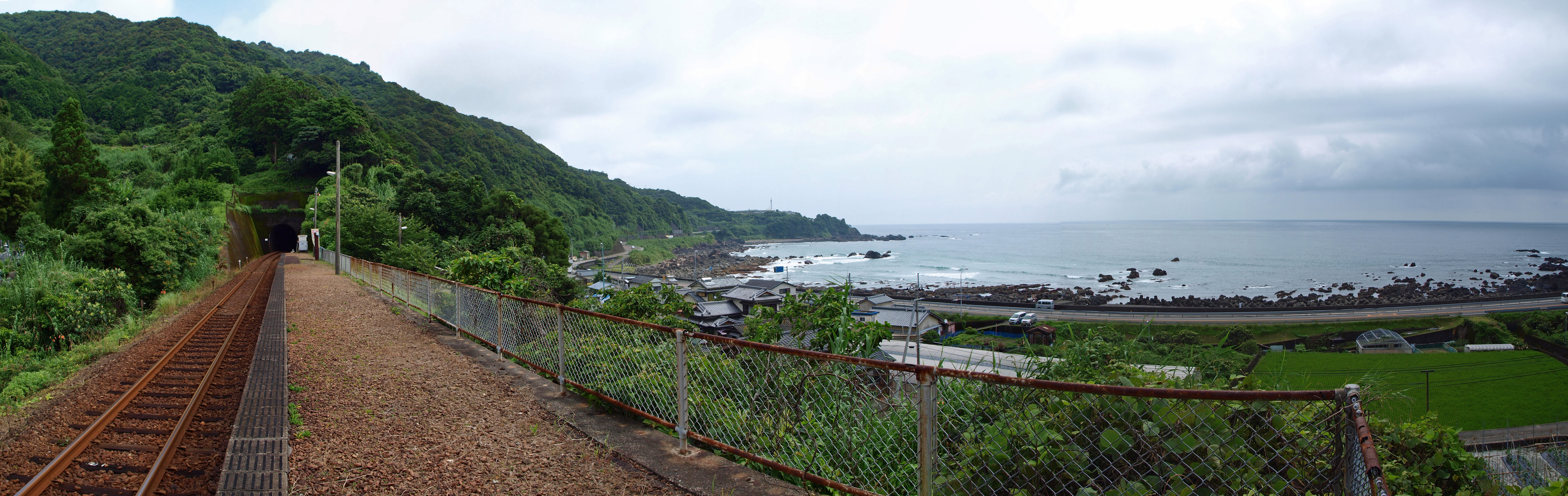
ホーム端より海を望む（パノラマ合成）

## 駅周辺
- 国道56号

### バス路線
国道56号沿いに「白浜」停留所があり、以下の路線が発着する。
高知西南交通
- 中村-入野駅-佐賀駅線
  - 中村駅 行
  - 佐賀駅 行

## 隣の駅
土佐くろしお鉄道
■中村線
佐賀公園駅 (TK31) - 土佐白浜駅 (TK32) - 有井川駅 (TK33)